# Love Myself
Love Myself (estilizado como LOVE MYSELF) é uma campanha antiviolência de dois anos lançada em 1 de Novembro de 2017 pelo grupo sul-coreano BTS em parceria do Comitê Coreano e do Japão para a UNICEF. A ideia da campanha foi apresentada pelo grupo como patrocínio à #ENDviolence, uma campanha global da UNICEF que visa a proteção dos jovens para que possam viver sem o medo da violência, e é promovido com a hashtag – #BTSLoveMyself, que pede a fãs e apoiadores do grupo que publiquem fotos com a hashtag em diferentes plataformas de mídia social.
Love Myself fez do BTS o primeiro artista da Coréia do Sul a arrecadar fundos como parte de um fundo social para campanhas globais.

## Segundo plano
A discografia do BTS foca fortemente em temas como problemas de saúde mental, suicídio, niilismo, o sistema de ídolos de K-pop e o empoderamento feminino. Em setembro de 2017, seu quinto EP, Love Yourself: Her, que apresentava temas de amor, perda, amizade e morte, foi lançado. Assim como os EPs e álbuns anteriores, o BTS continuou promovendo mensagens sociais nas novas músicas.
BTS e sua gravadora, Big Hit Entertainment, começaram a trabalhar na campanha no início de 2017 e esperavam com sua influência social fazer boas ações. Em Novembro de 2017, o BTS e o Comitê Coreano da UNICEF anunciaram sua parceria, apoiando tanto a campanha Love Myself quanto a campanha #ENDviolence da UNICEF. Desde então, o BTS começou a promover a campanha e a levantar os fundos da Love Myself. A mercadoria oficial da campanha foi lançada e disponibilizada para compra através da loja online do BTS.
Em Janeiro de 2018, o BTS introduziu plataformas de doação em colaboração com o KakaoTalk, bem como adesivos oficiais para a campanha.
Em Junho de 2018, o BTS e o Comitê do Japão da UNICEF anunciaram sua parceria na cerimônia do acordo de parceria realizada em Tóquio, no Japão.
Em Setembro de 2018, BTS fez um discurso sobre a campanha "Love Myself" na Organização das Nações Unidas. RM falou em nome do grupo, com os outros membros atrás dele.

## Realizações
Em 17 de Janeiro de 2018, os fundos globais acumulados recebidos para a campanha totalizaram em cerca de 106 milhões KR₩. No geral, cerca de 606 milhões de KR₩ foram levantados para a campanha. A hashtag #BTSLoveMyself foi usada nas mídias sociais mais de 2 milhões de vezes. Em Novembro de 2018, foi anunciado que mais de 1.6 bilhão de KR₩ foram arrecadados pela organização, ou $1,4 milhão de dólares.

## Doações
A campanha é financiada das seguintes formas:
- 500 milhões de KR₩ doados pela Big Hit Entertainment e pelos sete membros do BTS
- 3% de todas as receitas das vendas físicas da trilogia de álbuns Love Yourself, incluindo Love Yourself: Her, Love Yourself: Tear e Love Yourself: Answer
- 100% de todas as vendas de produtos oficiais da campanha Love Myself
- Parte da receita das vendas do KakaoTalk, Give-ticon e da LINE stickers para a campanha Love Myself[22][23]
- Contribuição da plataforma do Kakao: “Together Value with Kakao”[24]
- Plataforma de doação on-line da Naver: “Happy Bean”[25]
- Doações recebidas através de plataformas instaladas pela UNICEF

Os recursos serão usados para apoiar jovens vítimas de violência escolar, violência doméstica e abuso sexual em todo o mundo. Bem como programas de educação para comunidades locais para ajudar na prevenção da violência.